# XVII округ (Будимпешта)
XVII округ (мађ. XVII. kerület) или Ракошменте (мађ. Rákosmente) је један од 23 округа Будимпеште.